# Блішки земляні
Блі́шки земляні́ (Alticini) — триба жуків родини листоїдів (Chrysomelidae). Тіло більш-менш овальне, довжина 1,5—5 мм, вусики коротші за половину тіла, задні ноги стрибальні. Блішки земляні дуже поширені. Серед них чимало шкідників сільськогосподарських рослин, дерев і чагарників.
В Україні посіви пошкоджують бурякові блішки (Chaetocnema concinna, Ch. breviuscula, Ch. tibialis), хлібні блішки (Phyllotreta vittula, Chaetocnema aridula, Ch. bortensis), хрестоцвітні блішки (р. Phyllotreta, Psylliodes), конопляна блішка (Psylliodes attenuata), лляні блішки (Aphthona) та ін.
Засоби боротьби із земляними блішками — опилення посівів дуетами чи обприскування суспензіями і емульсіями ГХЦГ або ДДТ; раніше для цього використовувались кремнефтористий натр, арсеніт і арсенат кальцію.

## Роди
Цей список не є повним і може змінюватись
- Acallepitrix J.Bechyné, 1956
- Acrocyum Jacoby, 1885
- Afroaltica
- Agasicles Jacoby, 1904
- Altica Geoffroy, 1762
- Anthobiodes
- Aphthona
- Apteropeda
- Argopistes Motschulsky, 1860
- Argopus
- Arrhenocoela
- Asiorestia
- Asphaera Duponchel & Chevrolat, 1842
- Batophila

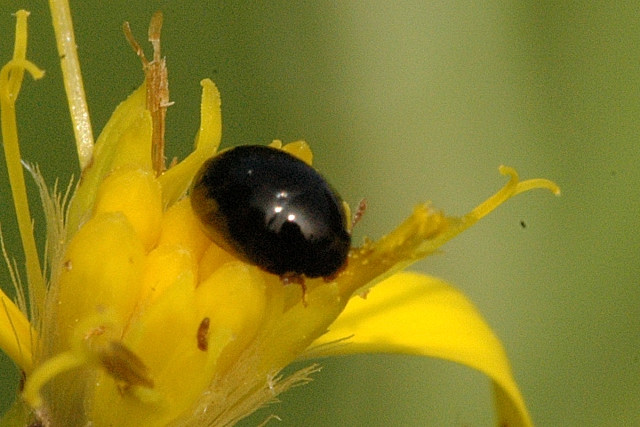
Apteropeda orbiculata

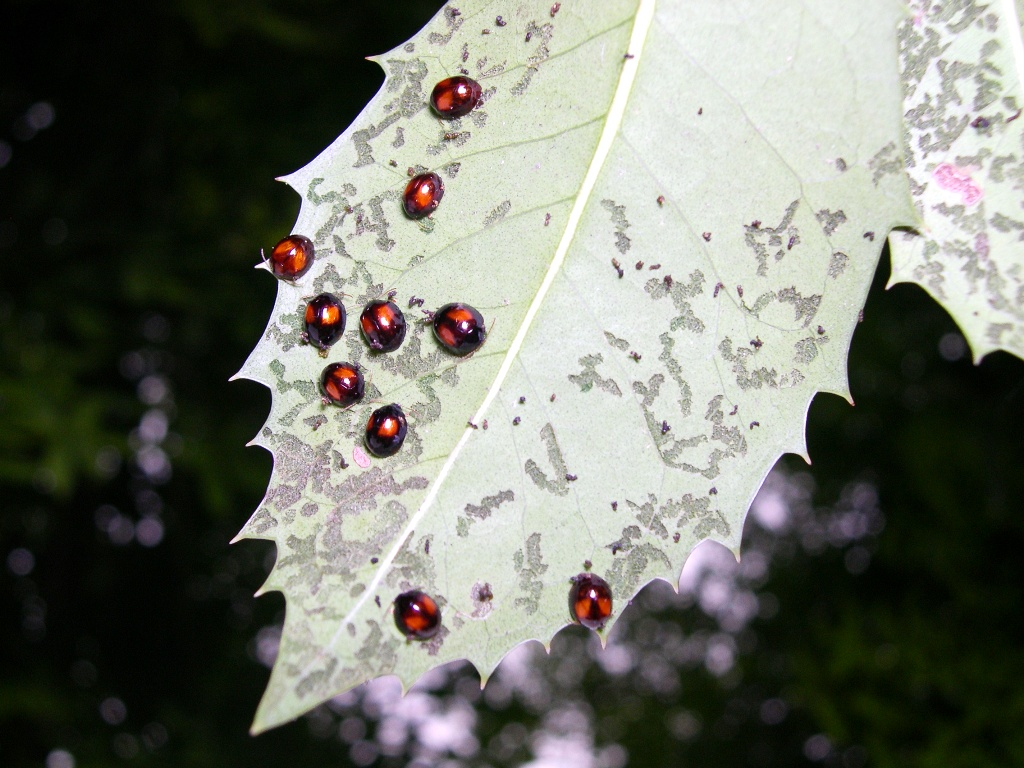
Argopistes coccinelliformis amid feeding damage on Osmanthus × fortunei

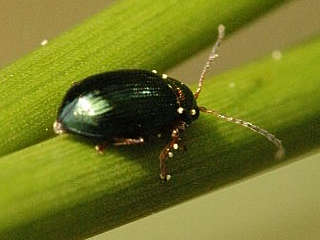
Crepidodera aurata

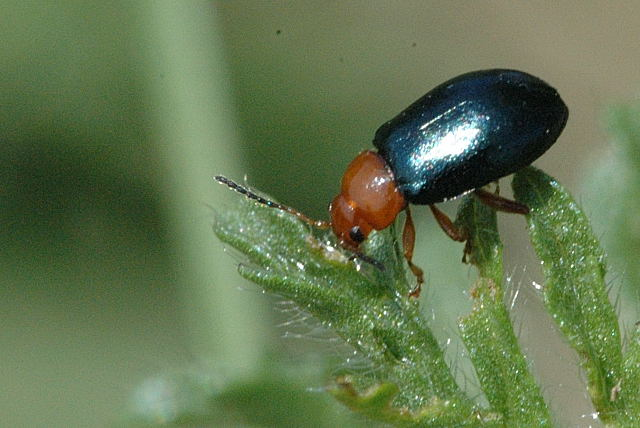
Podagrica fuscicornis

- Blepharida Chevrolat in Dejean, 1836
- Capraita J.Bechyné, 1957
- Cerataltica Crotch, 1873
- Chaetocnema Stephens, 1831
- Crepidodera Chevrolat in Dejean, 1836
- Derocrepis Weise, 1886
- Dibolia Latreille, 1829
- Disonycha Chevrolat in Dejean, 1836
- Distigmoptera Blake, 1943
- Dysphenges Horn, 1894
- Epitrix Foudras in Mulsant, 1859
- Glenidion H.Clark, 1860
- Glyptina J.L.LeConte, 1859
- Hemiglyptus Horn, 1889
- Hemiphrynus Horn, 1889
- Hermaeophaga
- Heyrovskya
- Hippuriphila Foudras in Mulsant, 1859
- Hornaltica Barber, 1941
- Kashmirobia
- Kuschelina J.Bechyné, 1951
- Lanka
- Longitarsus Berthold, 1827
- Luperaltica Crotch, 1873
- Luprea Jacoby, 1885
- Lysathia J.Bechyné, 1957
- Lythraria
- Mantura Stephens, 1831
- Margaridisa J.Bechyné, 1958
- Minota
- Mniophila
- Mniophilosoma
- Monomacra Chevrolat in Dejean, 1836
- Neocrepidodera Heikertinger, 1911
- Nesaecrepida Blake, 1964
- Ochrosis
- Oedionychus
- Omophoita Chevrolat in Dejean, 1836
- Orestia
- Orthaltica Crotch, 1873
- Pachyonychis H.Clark, 1860
- Pachyonychus F.E.Melsheimer, 1847
- Parchicola J.Bechyné and B.Springlová de Bechyné, 1975
- Phydanis Horn, 1889
- Phyllotreta Chevrolat in Dejean, 1836
- Podagrica
- Pseudodibolia Jacoby, 1891
- Pseudolampis Horn, 1889
- Pseudorthygia Csiki in Heikertinger and Csiki, 1940
- Psylliodes Berthold, 1827
- Sphareoderma
- Strabala Chevrolat in Dejean, 1836
- Syphrea Baly, 1876
- Systena Chevrolat in Dejean, 1836
- Trichaltica Harold, 1876